# Wolfgang Langhoff
 (septembre 2024).
Pour les articles homonymes, voir Langhoff.
Wolfgang Langhoff, né le 6 octobre 1901 à Berlin et mort le 25 août 1966 à Berlin-Est, est un résistant, acteur, metteur en scène, réalisateur et écrivain allemand.

## Biographie
Wolfgang Langhoff naît à Berlin le 6 octobre 1901 et grandit à Fribourg-en-Brisgau. De 1915 à 1917, il travaille comme marin. Puis, après la Première Guerre mondiale, il trouve des emplois de figurant au théâtre de Königsberg où il joue rapidement des petits rôles. À partir de 1923 il est acteur à Hambourg, Wiesbaden et Düsseldorf.
Il adhère au début des années 1930 au Parti communiste d'Allemagne (KPD). À la même période, il est directeur artistique de la compagnie d'agitprop Nordwest-ran (cofondé avec Hilarius Gilges) qui se produit, entre autres, lors de meetings syndicaux[Pas dans la source]. Arrêté par la Gestapo le 28 février 1933 à la suite de l'incendie du Reichstag, il est déporté en juillet 1933 au camp de travail de Börgermoor, transféré au camp de Lichtenburg, et enfin libéré le 31 mars 1934[source insuffisante].
Wolfgang Langhoff est l'auteur, avec son compagnon de captivité Johann Esser, des paroles du Chant des marais, chant de résistants écrit en 1933 dans le camp de Börgermoor.
Il s'exile en Suisse le 28 juin 1934, à Zurich où il trouve un emploi au Schauspielhaus. Il publie l'ouvrage autobiographique Les Soldats du marais sous la schlague des nazis (Die Moorsoldaten), un des premiers livres sur les camps de concentration nazis, publié en France dès 1935. À la fin de la Seconde Guerre mondiale, il revient à Berlin où, de 1946 à 1963, il est le directeur du Deutsches Theater dans la zone soviétique (devenue Berlin-Est en 1949).
Wolfgang Langhoff est le père des metteurs en scène Thomas (de) (1938-2012) et Matthias Langhoff (né en 1941) et le grand-père de l'écrivain Anna Langhoff, de l'acteur Tobias Langhoff (de) et du metteur en scène Lukas Langhoff (de).

## Publications
- Wolfgang Langhoff, Die Moorsoldaten. 13 Monate Konzentrationslager, Schweizer Spiegel Verlag, Zürich, 1935, rééd. 1995 (réédition),  (ISBN 3-88021-226-0)
- (fr) Wolfgang Langhoff, Les soldats du marais sous la schlague des nazis : treize mois de captivité dans les camps de concentration, traduction Armand Pierhal, Paris, Plon, 1935

### Film documentaire
- Ullrich H. Kasten: Hoffnung – ein deutscher Winterstern: Die Langhoffs. Cinetec Film GmbH und Rundfunk Berlin-Brandenburg rbb, 2004.